# 22-я сессия Комитета всемирного наследия ЮНЕСКО

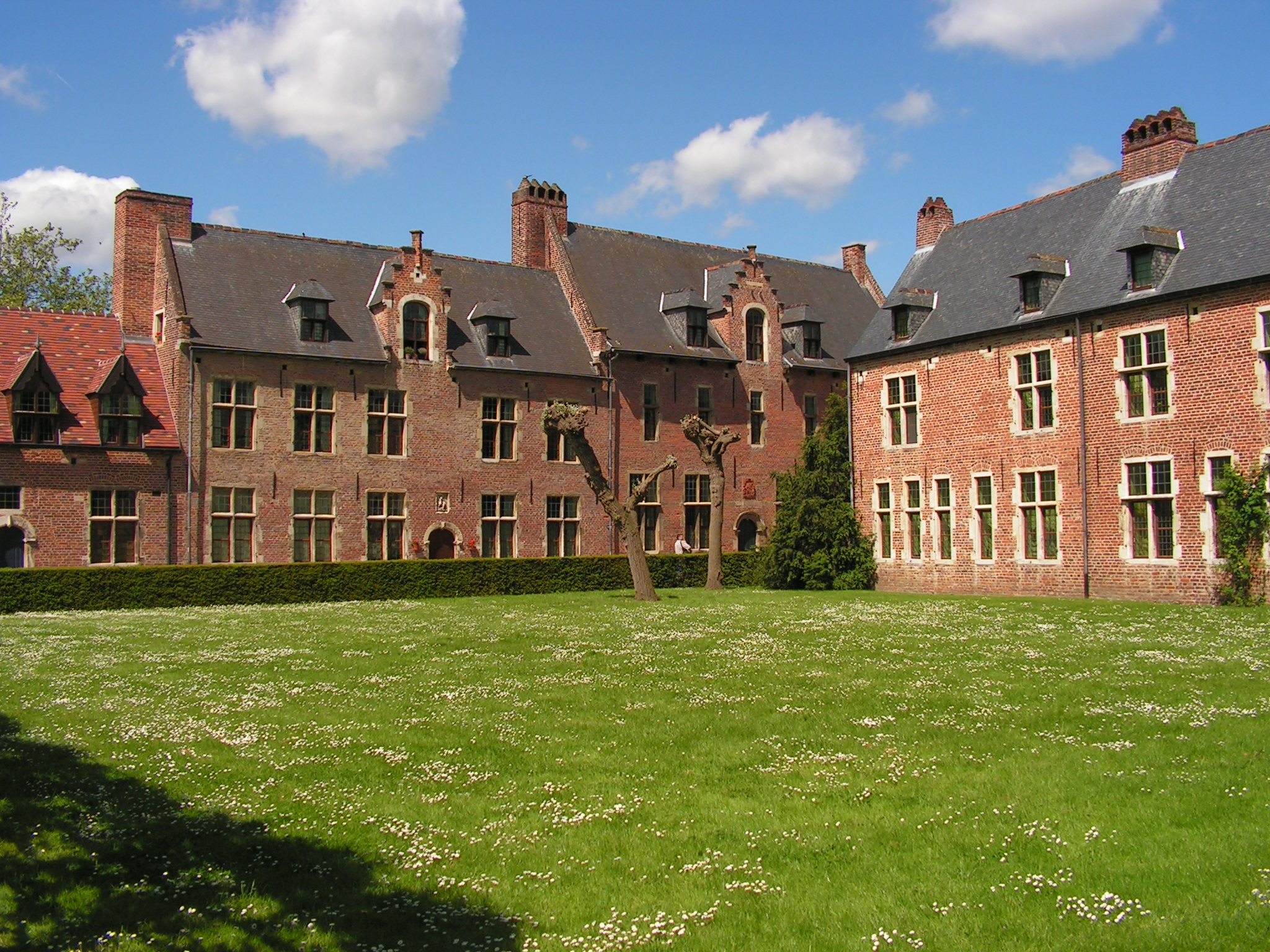
Фламандские «Бегинажи»

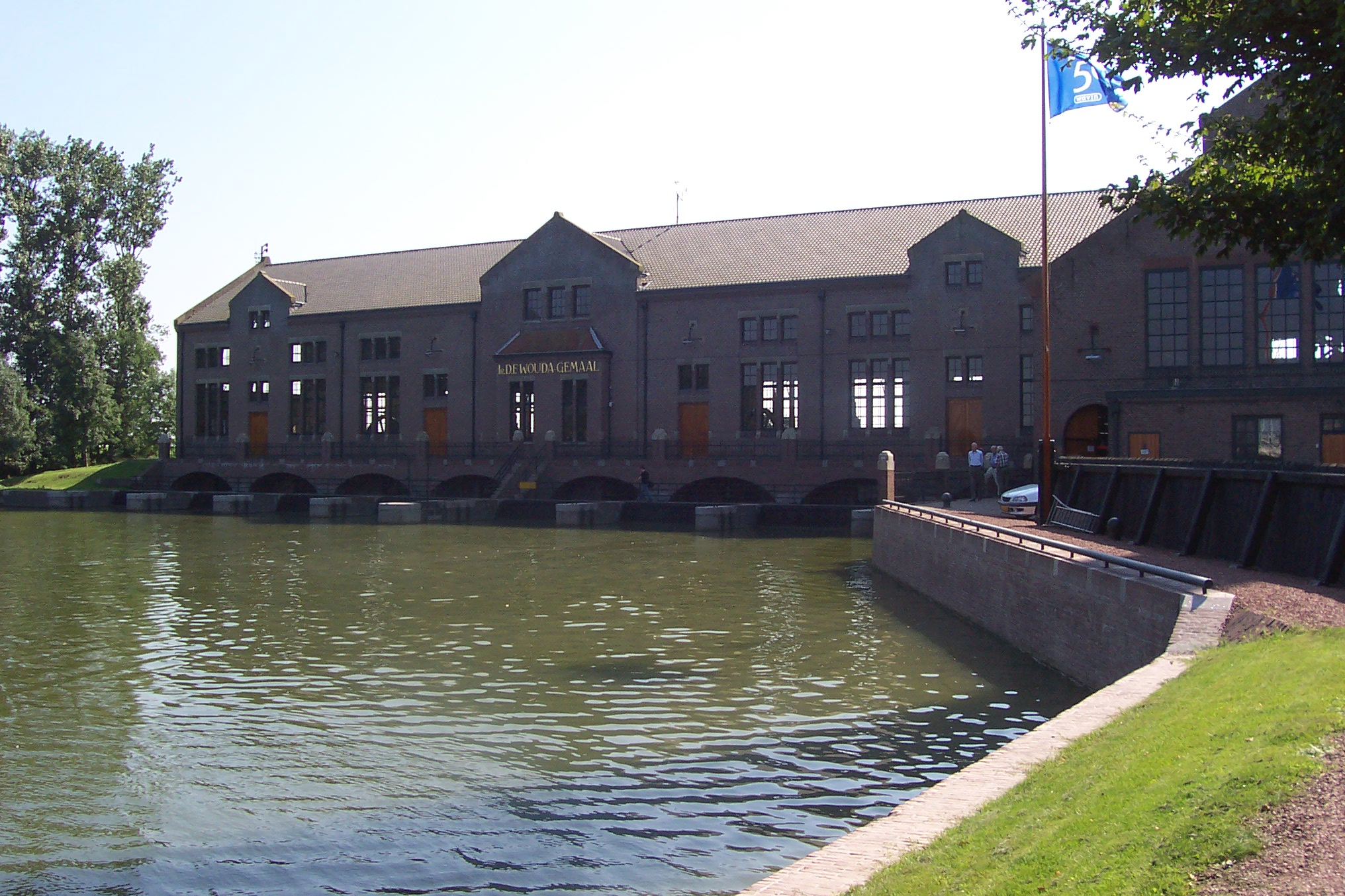
Паровая насосная станция Вауда

22-я сессия Комитета всемирного наследия ЮНЕСКО проходила с 30 ноября по 5 декабря 1998 года, в Киото, Япония. Было подано 30 объектов в список всемирного наследия ЮНЕСКО. 27 объектов культурного наследия и 3 природного наследия. Таким образом, общее число регистраций достигло 582 (444 культурного наследия, 20 смешанных и 18 природных описания наследия).

## Объекты, внесённые в список всемирного наследия

### Культурное наследие
Бельгия: Фламандские «Бегинажи»
Бельгия: Четыре судоподъёмника на канале Дю-Сантр и их окружение, Ла-Лувьер и Ле-Рёлс, провинция Эно.
Бельгия: Площадь Гран-плас в Брюселле
Боливия: Археологический памятник Форт Самайпата
Китай: Летний дворец в Пекине
Китай: Храм Неба императорский жертвенный алтарь в Пекине
Кипр: Поселение неолита Хирокития
Германия: Памятники архитектурной школы Баухаус в городах Веймар и Дессау
Франция: Пути паломников во Франции в Сантьяго-де-Компостела в Сантьяго-де-Компостела
Франция: Историческая часть города Лион
Италия: Культурный ландшафт района Чиленто, национальный парк Пестум, Валло-ди-Диано, археологические памятники Пестума и Элея, Картезианский монастырь Падула
Италия: Исторический центр города Урбино
Италия: Археологические раскопки и Патриарший Базилик Аквилеи
Япония: Исторические Памятники Старого Нара
Ливан: Долина Кадиша
Мексика: Исторические памятники Тлакотальпан
Мексика: Археологическая территория Paquimé и Casas Grandes
Нидерланды: Паровая насосная станция Вауда
Украина: Исторический ансамбль города Львов
Австрия: Земмерингская железная дорога
Португалия / Испания: Историческая наскальная живопись в Коавалли и Сиега Верде (расширен в 2010 году)
Испания: Университет и Исторический приход Алькала-де-Энарес
Испания: Наскальная живопись в средиземноморской части Пиренейского полуострова
Чехия: Историческая деревня Голашовице
Чехия: Сады и Епископская резиденция в Кромержиже
Турция: Археологические памятники Троя
Швеция: Военно-морской порт Карлскруна

### Природное наследие
Новая Зеландия: Новозеландские субантарктические острова
Россия: Алтайские горы
Соломоновы Острова: Ист-Реннелл

### Расширены
Памятники во Овьедо и Королевство Астурия (первоначально признан в качестве культурного наследия в 1985 году)

### Убраны из Красного списка
Ни один объект, не был убран из красного списка

### Добавлены в Красный список
Крепость Бахла в Омане

### Смешанное наследие
Ни один объект, не был добавлен или убран.